# Park Narodowy Duida Marahuaca
Park Narodowy Duida Marahuaca (hiszp. Parque nacional Duida Marahuaca) – park narodowy w południowej części Wenezueli, w stanie Amazonas. Został utworzony 12 grudnia 1978 roku i zajmuje obszar 3737,4 km². Od 1993 roku wraz z Parkiem Narodowym Serranía La Neblina i Parkiem Narodowym Parima-Tapirapecó tworzy rezerwat biosfery UNESCO o nazwie „Alto Orinoco-Casiquiare”. W 2008 roku został zakwalifikowany przez BirdLife International jako ostoja ptaków IBA.

## Opis
Park obejmuje płaskowyż w południowej części Wyżyny Gujańskiej, w dorzeczu rzeki Orinoko. Od południa ogranicza go Orinoko, od wschodu rzeka Padamo, a od zachodu rzeka Cunucunuma. Znajdują się tu trzy duźe stoliwa: Duida (2358 m n.p.m., powierzchnia 1089 km²), Marahuaca (2800 m, 121 km²) i Huachamacari (1900 m, 8,75 km²). Niżej położone obszary parku pokrywa wilgotny las równikowy. Występują tu też lasy ombrofilne (torfowisko wysokie). Wyżej położone obszary parku (stoliwa) zajmuje sawanna. Znajduje się tu wiele wodospadów odwadniających stoliwa.
Park zamieszkuje rdzenna ludność głównie z plemiona Janomami.
Średnia roczna temperatura w parku wynosi w zależności od wysokości od +10 °C do +28 °C, a średnie roczne opady 2500 mm.

## Flora
10% flory parku ma charakter endemiczny. Występuje tu dużo roślin z rodzajów Stegolepis, Everardia, Orectanthe, zastrzalin, ostrokrzew, kosatka, Syngonantus i Xyris. Nie brakuje także roślin mięsożernych z rodzajów Bromelia, rosiczka, Heliamfora i pływacz.

## Fauna
Ssaki występujące w parku to zagrożone wyginięciem (EN) inia amazońska i arirania amazońska, narażony na wyginięcie (VU) tapir amerykański, a także m.in.: jaguar amerykański i oposek wyżynny.
Ptaki tu żyjące to narażona na wyginięcie (VU) harpia wielka, a także m.in.: trznadlówka duża, pustelnik prostodzioby, zapylak wenezuelski, stokóweczka żółtooka, piłodziób wspaniały, pasówka obrożna, kusacz szaronogi, czubacz kędzierzawy, lotniarz widłosterny, topazik ognisty, kolibrzyk wenezuelski, sylfik pawi, brylancik zielonoczelny, białobrzuszka czarnogłowa, kusaczek wenezuelski, rudobrewik, wireonek szaroskrzydły, zaroślak maskowy i haczykodziobek łuskowany.